# مونتشيت
مونتشيت (بالفرنسية: Monchiet)‏ هي بلدية تقع في إقليم باد كاليه من منطقة نور با دو كاليه في شمال فرنسا. تبلغ مساحة هذه المدينة 2.74 (كم²)، وترتفع عن سطح البحر 140 م، يبلغ عدد سكانها 98 نسمة حسب إحصاء المعهد الوطني للإحصاء والدراسات الاقتصادية سنة 2009 م. وترأس Denis Caillerez البلدية خلال فترة (2008-2014).